# Vallalar Swamigal
 (juin 2023).
Thiruvarutprakasa Vallalār Chidambaram Ramalingam (5 octobre 1823—30 janvier 1874), communément connu en Inde et dans le monde sous le nom de Vallalār, Ramalinga Swamigal et Ramalinga Adigal, est l'un des saints tamouls les plus célèbres et aussi l'un des plus grands poètes tamouls du XIXe siècle et appartient à une lignée de saints tamouls connus sous le nom de « gnana siddhars » (gnana signifie sagesse supérieure).
Le Samarasa Suddha Sanmarga Sathiya Sangam a été diffusé et transmis par lui non seulement en théorie mais surtout en pratique par sa propre façon de vivre qui en elle-même est une source d'inspiration pour ses disciples. A travers la notion de Suddha Sanmarga Sangam, le saint s'est efforcé d'éliminer le système des castes. Selon Suddha Sanmarga, les principaux aspects de la vie humaine devraient être l'amour lié à la charité et à la pratique divine menant à l'accomplissement de la connaissance pure.
Ramalinga a préconisé le concept d'adorer la flamme d'une lampe allumée comme symbole de la puissance éternelle. Vallalar croyait au concept de la « Grâce suprême », qu'il appelait « Arut Perum Jyothi ». Il croyait en la présence de Dieu dans chaque être humain et cherchait à éliminer les distinctions entre les religions et les castes. Il croyait que grâce à la pratique de l'amour, de la compassion et de la réalisation de soi, on pouvait atteindre la libération du cycle de la naissance et de la mort. Vallalar a souligné l'importance de la connaissance pure et du service désintéressé envers les autres en tant qu'élément essentiel de la pratique spirituelle. Il a également plaidé pour un régime végétarien et l'abstinence d'alcool et d'autres substances intoxicantes dans le cadre d'un mode de vie sain et spirituel. Dans l'ensemble, ses enseignements ont souligné l'importance de vivre une vie de compassion, d'amour et d'altruisme pour atteindre l'illumination spirituelle.

## Biographie
Les parents de Rāmalingam étaient Rāmayyā Pillai et Chinnammai du clan Seer Karuneegar. Chinnammai était la sixième épouse de Rāmayyā Pillai, car toutes ses épouses précédentes étaient mortes sans enfant et en succession rapide. C'était une famille à Marudhur, un village de l'ancien district d'Arcot Sud, près de Chidambaram. Rāmalingam était leur cinquième enfant. Les plus âgés étaient deux fils Sabhapati et Parasu Rāman ; et deux filles, Sundarammal et Unnamulai. Ils ont nommé leur plus jeune enfant Rāmalingam.

### Enfance et expériences divines
Une fois, les parents de Rāmalingam sont allés au temple Chidambaram Natarājar avec leur enfant de cinq mois, et l'enfant était joyeux pendant que le prêtre offrait Deepa Aradhana (l'adoration par une lampe allumée étant rapprochée des vigrahams) ; cela a été perçu par Rāmalingam comme une expérience spirituelle profonde. Plus tard, il a dit de l'expérience : « À peine la Lumière a été perçue, le bonheur a prévalu sur moi », et « le doux nectar a été goûté par moi dès que l'Arut perun jothi « Grâce suprême de lumière ») est devenu visible ». 
En 1824, son père Rāmayyā Pillai mourut. En raison de sa disparition prématurée, Chinnammai a déplacé sa résidence chez sa mère à Chinna kāvanam, Ponneri. Saint Rāmalingam était un petit enfant lorsqu'il a déménagé avec sa mère à Chennai en 1826. Lui et sa mère vivaient avec son frère aîné Sabhapati et sa femme Pāppāthi au 31/14 Veerasamy Pillai Street dans le quartier Sevenwells de Chennai, qui se trouve dans la zone près du temple Chennai Kandha kottam Kandha swāmi. Après que Rāmalingam ait atteint l'âge de cinq ans, Sabhapati a commencé son éducation formelle. Mais le jeune enfant n'était pas intéressé par cela, il préférait plutôt les voyages au temple voisin de Kandha swāmi. Sabhapati pensait que l'enfant avait besoin de punition comme forme de discipline, et il a dit à sa femme de ne pas donner à Rāmalingam son repas quotidien. Sa gentille belle-sœur, cependant, lui a secrètement donné de la nourriture et l'a persuadé d'étudier sérieusement à la maison. En retour, Rāmalingam a demandé sa propre chambre, une lampe allumée et un miroir. Il plaça la lumière devant le miroir. Il commença la méditation en se concentrant sur la lumière et commença ainsi la vie spirituelle du jeune garçon. Il eut miraculeusement une vision du Seigneur Muruga. Ramalingam a dit : « La beauté dotée de visages divins six, les épaules illustres douze »
À un moment donné, Rāmalingam a dû remplacer son frère aîné Sabhapati lors d'une session Upanyāsam (histoires religieuses) en tant qu'upāsakar. Son grand discours sur des versets du Periya Purānam, un poème épique de Sekkilhar|Sekkizhar sur les saints 63 Nāyanārs, a été apprécié par les fidèles comme étant donné par un érudit très érudit. La croissance mentale et spirituelle de Rāmalingam a progressé rapidement. Rāmalingam dit merci au Divin en « flamme éclatante de grâce, qui a allumé en moi l'intelligence, savoir sans instruction. »
Rāmalingam a évolué dans son voyage spirituel d'être un fervent dévot du Seigneur Shiva à adorer l'informe. Rāmalingam a renoncé au monde au jeune âge de treize ans mais il a été contraint d'épouser sa nièce (du côté de sa sœur). Les légendes disent que l'époux pendant sa première nuit après le mariage lisait des ouvrages de dévotion comme le Thiruvāsagam. Il n'était pas intéressé par l'argent et on dit que plus tard dans sa vie, il a réduit ou ignoré l'alimentation et le sommeil. Mais il semblait en forme dans son corps[réf. nécessaire], qui était censée être due à sa supposée « transformation physique ».

### Enseignements

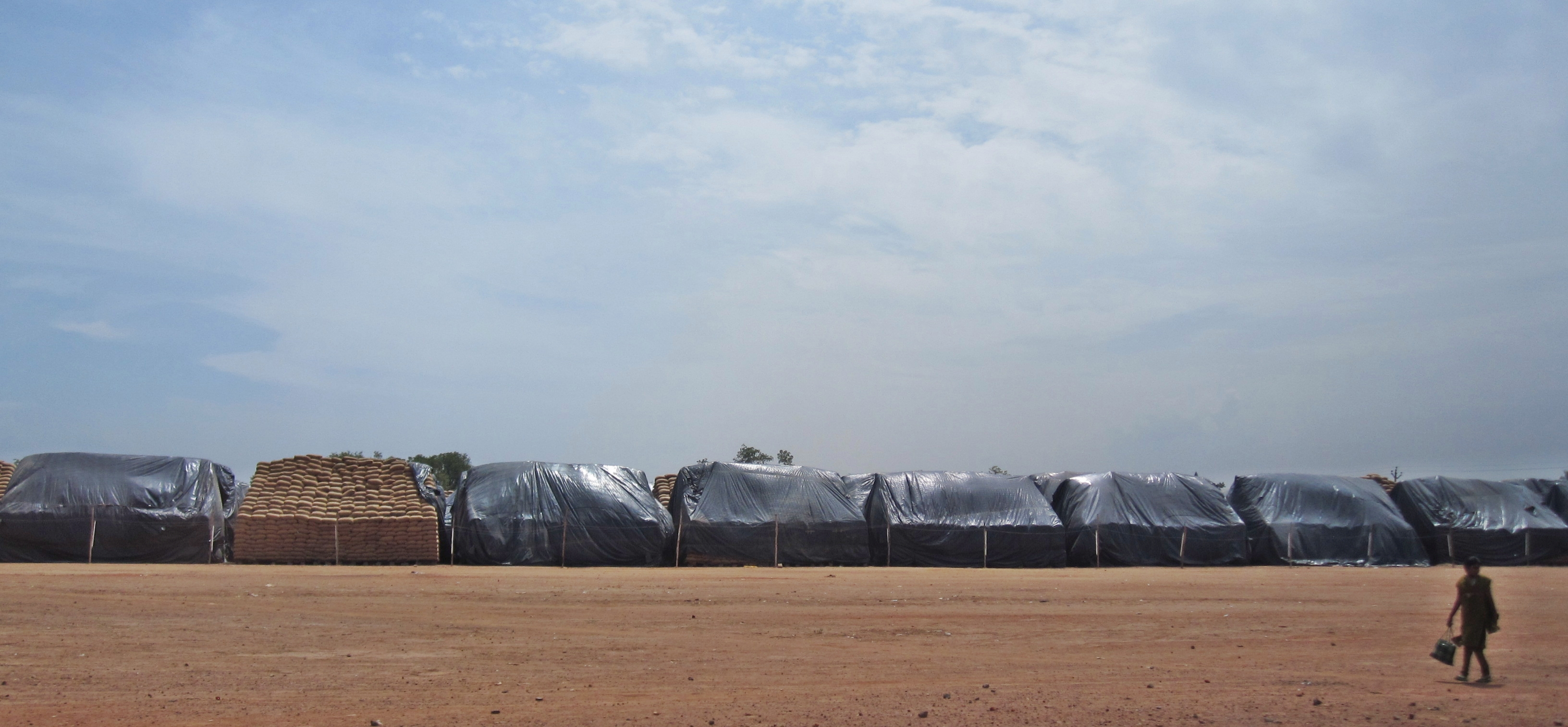
Des tas de sacs de céréales à Sathya gnana sabha, Vadalur - établi par Rāmalinga adigal.

Les enseignements et les principes de Vallalar tournent autour du concept de Sudha Sanmarga ou Pure Way, qui met l'accent sur l'atteinte de l'illumination spirituelle par la réalisation de soi et le service désintéressé envers les autres. Il croyait en la transformation immortelle du corps et se concentrait sur l'autodiscipline individuelle et la réalisation de la fraternité universelle. Les enseignements de Vallalar soulignent l'importance de l'amour, de la compassion et de la charité et recommandent l'abstinence sexuelle et la recherche du plaisir pour atteindre la connaissance pure et l'illumination. Il a également plaidé pour un régime végétarien et l'abstinence d'alcool et d'autres substances intoxicantes dans le cadre d'un mode de vie sain et spirituel. L'enseignement principal de Vallalar est que le service à l'humanité est le chemin de Moksha, et il croyait que Dieu est la personnification de la miséricorde et de la connaissance. 
Rāmalingam a quitté Chennai en 1858. Il se rendit d'abord à Chidambaram où il eut un débat avec Kodakanallur Sundara Swāmigal. À la demande d'un certain Rāmakrishna Reddiyar, il se rendit chez lui à Karunguzhi (près de Vadalur) et y resta neuf ans. Il était tout à fait contre le système des castes en raison des effets néfastes qu'il avait sur la société. À cette fin, il a commencé le « Samarasa Veda Sanmarga Sangam » en 1865. En 1872, il a été rebaptisé « Samarasa Suddha Sanmarga Sathya Sangam », signifiant « Société pour la pure vérité dans l'individualité universelle ».
Rāmalingam a été influencé par Valluvar et a été attiré par les enseignements du Tirukkural dès son plus jeune âge. Il a rapidement commencé à enseigner le message du Kural en donnant régulièrement des cours de Kural aux masses. Il a juré de suivre la morale de compassion et de non-violence du Kural et a continué à mettre l'accent sur le mode de vie sans meurtre et sans viande tout au long de sa vie par son concept bien connu de le Jeeva Karunyam,:39–42,,:96. Fuyant fermement non-végétarisme, il a déclaré : « Quand je vois des hommes se nourrir de la nourriture grossière et vicieuse de la viande, c'est pour moi un chagrin toujours récurrent. »

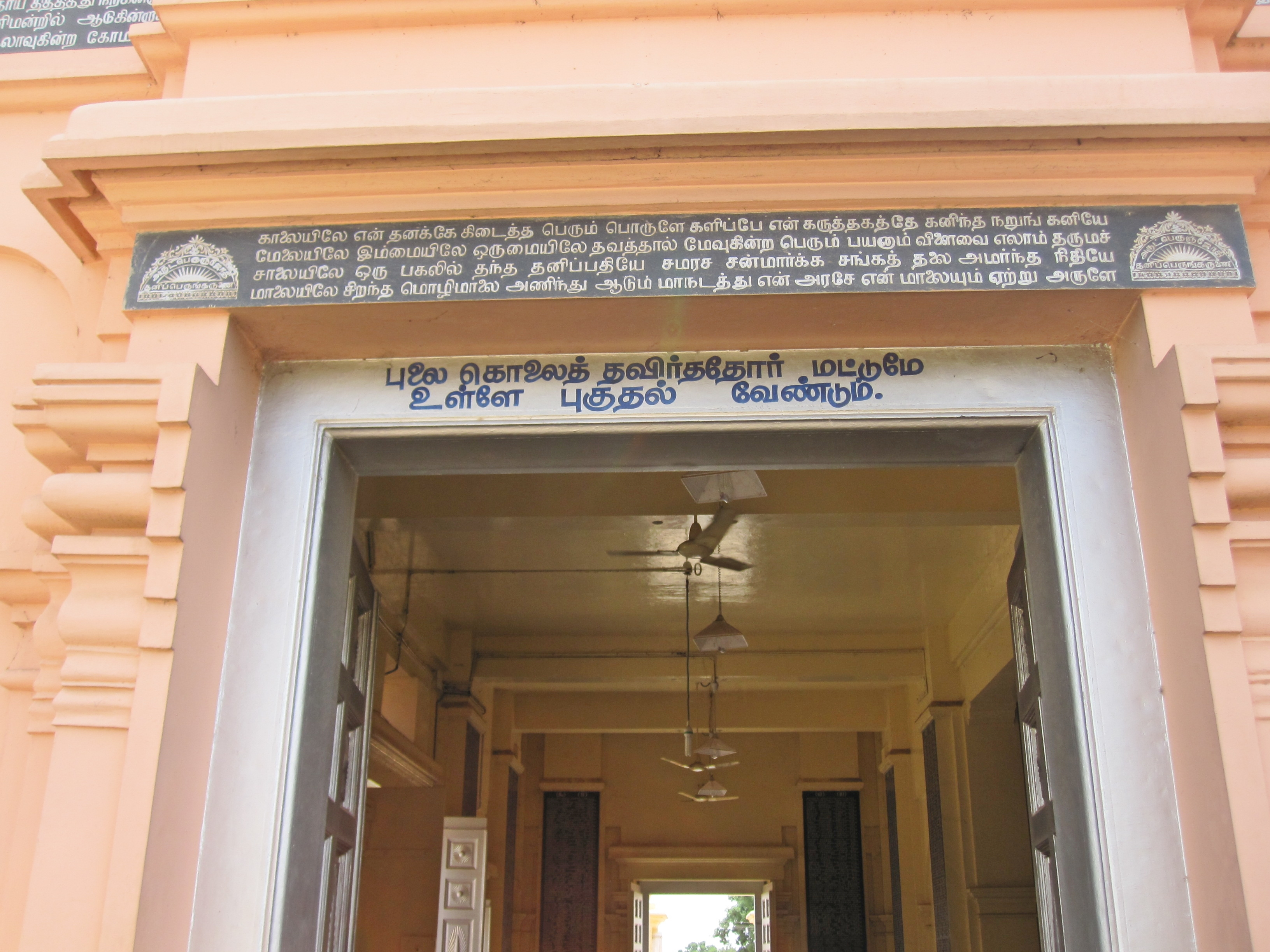
Entrée du Sathya Gnana Sabha. Le panneau au-dessus indique seuls ceux qui ont renoncé à la viande et au meurtre doivent entrer.

En 1867, Rāmalingam a établi une installation appelée le « Sathya Dharma Salai » à Vadalur pour servir de la nourriture gratuite aux pauvres. Le jour inaugural, il alluma le feu du poêle en pierre, avec une déclaration que le feu soit toujours vivant et que les nécessiteux soient nourris pour toujours. L'établissement, toujours existant et géré par des bénévoles, continue de servir de la nourriture gratuite à tous, sans aucune distinction de caste. Le terrain pour l'installation a été donné par des personnes aimables et généreuses et les documents d'enregistrement sont disponibles pour voir par les visiteurs[réf. nécessaire].
Le 25 janvier 1872, Rāmalingam ouvrit le « Sathya Gnana Sabha » (« Salle de la vraie connaissance ») à Vadalur. L'un des principaux enseignements de Valallar est « le service aux êtres vivants est le chemin de la libération / Moksha ». Il a déclaré que la mort n'est pas naturelle que la première priorité de notre vie devrait être de combattre la mort. Il a déclaré que la religion en soi était une obscurité. Il a mis l'accent sur l'adhésion au végétarisme. Il a dit que Dieu est « Arul Perum Jothi » qui est la personnification de la grâce ou de la miséricorde et de la connaissance. Il a dit que le chemin de la compassion et de la miséricorde est le seul chemin vers Dieu. 
Vers 1872, il créa le « Sathya Gnana Sabai », salle du Forum de la Vraie Sagesse et s'assura qu'il était entièrement séculier. Ce lieu n'est pas un temple ; les fruits, les fleurs ne sont pas offerts et aucune bénédiction n'est donnée. Il était ouvert aux personnes de toutes les castes, à l'exception de ceux qui mangeaient de la viande, qui n'étaient autorisés à adorer que de l'extérieur. Il a écrit en détail sur le pooja à exécuter dans Gnāna sabai. Ceux qui ont moins de 12 ans ou ceux qui ont plus de 72 ans seuls devaient entrer dans Gnāna sabai et faire des poojas. La lampe à huile allumée par lui est perpétuellement allumée. Il a dit que les âmes sont aveuglées par sept voiles.
Il y a sept écrans en tissu de coton, représentant les sept facteurs qui empêchent une âme de réaliser sa vraie nature. L'ensemble du complexe est lié par une chaîne de 21 600 maillons, censée représenter 21 600 inhalations par un être humain normal. Il a dit que l'intelligence que nous possédons est l'intelligence maya qui n'est pas l'intelligence vraie et finale. Le chemin de l'intelligence finale est Jeeva Karunyam. Il prônait une société sans caste. Vallalār était opposé aux superstitions et aux rituels. Il a interdit de tuer des animaux même pour la nourriture. Il a préconisé de nourrir les pauvres comme la plus haute forme de culte. Il a condamné l'inégalité fondée sur la naissance. Aujourd'hui, il existe des groupes spirituels répartis dans le monde entier qui pratiquent les enseignements de Rāmalingam et suivent le chemin d'Arul Perum Jothi.

### Chennai Kandha Kottam
Le temple Kandha Kottam Kandaswāmi est situé dans le quartier Parry's Corner de la ville de Chennai. Rāmalingam et sa mère vivaient avec son frère aîné Sabhapati et sa femme Pāppāthi au 31/14 Veerasamy Pillai Street dans le quartier Sevenwells de Chennai, qui se trouve dans la zone près du temple Chennai Kandha Kottam Kandha swāmi. Il a passé beaucoup de temps dans ce temple. Rāmalingam a composé Deiva mani malai ici. Dans ce temple, il y a une salle appelée Mukha mandapam, où se trouvent les idoles de Sarva Siddhi Vinayakar, Meenakshi Sundareswarar, Idumban, Sri Rāmalinga swāmigal, et Pamban swāmigal. La localité où il habitait, a été rebaptisée « Vallalar Nagar ».

### Disparition
Le 22 octobre 1873, Rāmalingam hisse le « drapeau de la Fraternité »[pas clair] sur sa résidence d'une pièce Siddhi Valāgam à Mettukuppam. Il a donné sa conférence finale et la plus populaire, sur le progrès spirituel et « la nature des pouvoirs qui nous dépassent et nous émeuvent », et a recommandé la méditation en utilisant la lampe allumée de sa chambre, qu'il a ensuite gardée à l'extérieur.
Le 30 janvier 1874, Rāmalingam entra dans la pièce, s'enferma à l'intérieur et dit à ses partisans de ne pas l'ouvrir. Après l'ouverture, dit-il, on ne le trouvera pas là-bas (Il sera « Uni avec la Nature et dirigera les actions de « tous les tous » », comme le dit son poème intitulé Gnana Sariyai). Son isolement a suscité de nombreuses rumeurs et le gouvernement a finalement forcé les portes en mai. La pièce était vide, sans aucun indice. En 1906, des documents sur sa disparition ont été publiés dans les Tamil Nadu District Gazetteers du district d'Arcot Sud.

## Travaux littéraires
En tant que musicien et poète, il a composé 5 818 poèmes enseignant l'amour universel et la paix, compilés en « Six Thiru Muraigal », qui sont tous disponibles aujourd'hui en un seul livre appelé Thiruvarutpa  (tiru-arut-pa, livre sacré de la grâce). Un autre de ses travaux est le Manumurai Kanda Vāsagam, décrivant la vie de Manu Needhi Cholan et de Jeeva Karunya Ozhukkam, un travail mettant l'accent sur la compassion envers toutes les formes sensibles et insistant sur un régime uniquement végétal.

### Chansons mises en musique
- Les chansons Thiruvarutpa de Rāmalinga swāmigal sont chantées lors de concerts et maintenant au moins 25 chansons (Thiru varut pā Isai Mālai) sont données avec la notation swara-tāla.
- Thāyāgi thandhaiyumai ( Hamsadhwani ), Idu nalla tharunam (Shankarābharanam)
- Varuvar azhaithu vadi (Begada) et Thaen ena inikkum.

Certaines de ses chansons ont été mises en musique par Sīrkāzhi Govindharājan.

## Postérité

### Timbre-poste
Le ministre en chef du Tamil Nadu de l'époque, M. Karunanidhi, a publié des timbres-poste représentant Rāmalingam le 17 août 2007. Après cette pétition écrite a été soumise contre la représentation de Rāmalingam avec Thiru neeru (« cendre sacrée ») sur son front. Mais la Haute Cour de Madras a refusé d'examiner cette requête en bref.

### Dans la culture populaire
Deux films biographiques ont été réalisés sur Ramalinga Swamigal.
| Année | Film           | Acteur              | Note              |
| ----- | -------------- | ------------------- | ----------------- |
| 1939  | Jothi          | KA Muthu Bhagavatar | Film perdu        |
| 1971  | Arutperunjothi | Maître Sridhar      | Jeune Ramalingam  |
| 1971  | Arutperunjothi | AP Nagarajan        | Ramalingam adulte |